# Jämtlands läns fornskriftsällskap
Jämtlands läns fornskriftsällskap, som bildades 1928, har som ändamål att publicera källhandlingar (urkunder) rörande Jämtlands län samt landskapen Jämtland och Härjedalen. Utgivningarna är samlade i en skriftserie.

## Skrifter utgivan av Jämtlands läns fornskriftsällskap
- JFSS nr I "Fale Burmans anteckningar om Jämtland i urval", Lund 1930
- JFSS nr II "Urkunder rörande Jämtlands läns tillkomst", 1933
- JFSS nr III "Jämtlands domböcker och landstingsprotokoll. I. Jämtlands domböcker 1621-1628", 1933
- JFSS nr IV "Jämtlands domböcker och landstingsprotokoll. II. Jämtlands domböcker 1634-1643", 1934
- JFSS nr V "Jämtlands domböcker och landstingsprotokoll. III. Jämtlands landstingsprotokoll 1621-1643", 1939
- JFSS nr VI "Kyrkoarkiven i Länsarkivet i Östersund 1939", 1939
- JFFS nr VII "Sockenbeskrivningar 1818-1821. Sockenbeskrivningar från Jämtland och Härjedalen.", Lund 1941.
- JFSS nr VIII "Jämtländska räkenskaper, del I, 1564 - 1567", Lund 1944
- JFSS nr IX "Jämtländska räkenskaper II, 1568-71", Lund 1948.
- JFSS nr X "Jämtländska ortnamn på 1560-talet, ortsregister till Jämtländska räkenskaper", Lund 1953.
- JFSS nr XI "Räfsten med Jämtarna 1613. Rannsakningsprotokollen efter Baltzarfejden.", 1959
- JFSS nr XII "Jämtlands domböcker och landstingsprotokoll. IV. 1647-1648", 1989
- JFSS nr XIII "Jämtlands och Härjedalens diplomatarium III", 1995
- JFSS nr XIV "Freden i Brömsebro 1645. Trohetsederna med alla undertecknare från Jämtland, Härjedalen och Dalarna", Värnamo 2000
- JFSS nr XV "Olof Bertilssons kyrkobok förd i Sveg och Offerdal 1636-1668", 2006